# Xènia de Sant Petersburg
Xènia de Sant Petersburg   (Sant Petersburg, 1719 - Sant Petersburg, 1803), rus: Святая блаженная Ксения Петербургская, Sviataia blajénnaia Ksénia Peterbúrgskaia,nom real Ksénia Grigórievna Petrova, rus: Ксе́ния Григо́рьевна Петро́ва, és una patrona de Sant Petersburg, que segons la tradició va donar totes les seves possessions als pobres després de la mort del seu marit.
Santa Xènia la Benaurada és famosa per la seva intercessió envers els empleats, matrimonis, persones sense llar, incendis, fills desapareguts i en la recerca d'un marit / muller.És venerada a diversos països. Hi ha al voltant de 40 esglésies i capelles dedicades a ella.

## Biografia
No hi ha informació documental sobre la seva vida; les primeres publicacions de llegendes populars sobre ella es remunten als anys 1840. Segons aquestes històries, va néixer a la primera meitat del segle xviii, presumiblement entre 1719 i 1730o cap a 1731. El seu pare es deia Grigori i no es coneix el nom de la seva mare. Quan va arribar a l'edat adulta, Ksénia Grigórievna es va casar amb el cantant de la cort, Andrei Fiódorovitx Petrov. Va viure amb el seu marit, que havia assolit el grau de coronel, a Sant Petersburg en una casa situada al principi del carrer, que després va rebre el nom del seu marit - "Andrei Petrov" (des de 1877 - carrer Lakhtinskaia).
Després de la mort del seu marit quan tenia 26 anys, es va convertir en una boja per Crist, abandonà totes les seves possessions i començà una vida de transgressió social cap a la religió. També decidí de respondre només al nom del seu marit mort, tot dient que ell era viu i que Xènia havia mort.
Es va retirar a una ermita prop de Petersburg. Després de vuit anys de vida espartana, va tornar a Sant Petersburg i a partir de llavors va treballar incansablement per als pobres i necessitats de tota la ciutat. Va ajudar com va poder i aviat es va parlar fins i tot dels miracles que podia fer. Aquesta activitat samaritana li va valer els sobrenoms de "Xènia la Justa" i "Boja per Crist". Va viure tan desinteressadament 45 llargs anys fins que va morir als 71 anys. La gent va continuar venerant-la després de la seva mort i es va construir una capella sobre la seva tomba al cementiri de Smolensk de Sant Petersburg.

## Canonització
El setembre de 1978, va ser reconeguda per l'Església Ortodoxa Russa a l'ExiliFou canonitzada com a santa el 6 de juny de 1988 al Consell Local de l'Església Ortodoxa Russa.És venerada el 24 de gener i el 26 de maig segons el calendari julià utilitzat a Rússia (o sigui el 6 de febrer i el 6 de juny segons el calendari gregorià).

## Monestirs dedicats
El primer monestir dedicat a Xènia de Sant Petersburg es va erigir a agost de 2002 a Baran, prop de Minsk, a Belarús per decisió de l'exarcat del sínode de l'Església Ortodoxa de Belarús.
El primer convent rus dedicat a Xènia de Sant Petersburg es va inaugurar el 2010 a Dolbenkino a l'óblast de Moscou.

## Temples dedicats

### A Rússia
- Capella del monestir de Valaam (Sant Petersburg),[12]
- Capella del cementiri de Smolensk al suposat lloc de la seva tomba.,
- Capella del cementiri de Kuzminski a Moscou,[13]
- Capella del cementiri de Lianozovo al districte de Mitisxinski,[14]
- Capella a la ciutat de Kémerovo,[15]
- Temple a Irkutsk,[16]
- Temple a Kossoliti, prop de Krasnodar,[17]
- Temple a Orékhovo-Zúievo,[18]
- Temple a Prilàdojski,[19]
- Capella de l’Hospital Regional Infantil de Penza[20]
- Temple a Xuixari

### Fora de Rússia
- Parròquia de Nuremberg (Alemanya),[21]
- Parròquia de Rostock (Alemanya),[22]
- Església de Faro (Portugal),[23]
- Temple a Hèlsinki (Finlàndia),[24]
- Temple a Minsk (Belarús),[25]
- Temple al municipi d'Aseri (Estònia),[26]
- Hospital del Temple de Sumi (Ucraïna),[27]
- Església a Methuen (Estats Units),[28]
- Església a Topoli prop de Varna (Bulgària),[29]
- Temple a Katxagai propo d'Almati (Kazakhstan)[30]

## Homenatges
- El 2012, l'illa de Niue va posar en circulació una moneda commemorativa d'1 dòlar neozelandès amb la imatge al revers de la beneïda Xenia de Petersburg sobre el fons de la capella del cementiri de Smolensk.[31]
- El 2016, l’illa de Niue va emetre una nova moneda “Santa Xènia de Petersburg” de 2 dòlars neozelandesos. Al revers es representa Xenia de Petersburg en el fons de la capella del cementiri de Smolensk i l'església.[31]
- Un retrat, contemporani de Santa Xènia i restaurat per un equip del museu, es presentà al Museu Hermitage de Sant Petersburg el febrer del 2017.[32]